# JXTA
JXTA (Juxtapose) — спецификации протоколов по обслуживанию P2P-сетей для обмена данными различного типа. Проект был запущен корпорацией Sun Microsystems в 2001 для решения проблем, стоящих на пути развития пиринговых сетей.
JXTA использует открытые протоколы XML и может быть реализован на любом современном языке программирования. В настоящий момент JXTA реализован на J2SE, J2ME и Си/Си++/Си#.
JXTA распространяется под лицензией, производной от Apache License.

## Состояние
В ноябре 2010 года корпорация Oracle объявила об отказе от всех JXTA проектов.